# Exology Chapter 1: The Lost Planet
Albums de EXO
Overdose
(2014) Exodus
(2015)
Singles
1. December, 2014 (The Winter's Tale)
Sortie : 19 décembre 2014

Exology Chapter 1: The Lost Planet est un album live du boys band sud-coréano-chinois EXO enregistré durant leur première grande tournée EXO From. EXO PLANET #1 - THE LOST PLANET et sorti le 22 décembre 2014 par SM Entertainment. Il comporte deux CD avec un total de 36 chansons incluant un titre inédit December, 2014 (The Winter's Tale), les solos de chaque membre, des versions réarrangées ainsi que "Black Pearl", "Love Love Love", "Wolf" et "Growl" dans de nouvelles versions.

## Liste des pistes

### CD1[2]
| 1.    | The Lost Planet                       | 04:30 |
| 2.    | Haka                                  | 00:45 |
| 3.    | MAMA (réarrangée)                     | 04:27 |
| 4.    | Let Out The Beast                     | 03:33 |
| 5.    | I'm Lay (Solo de Lay)                 | 01:13 |
| 6.    | 월광 (Moonlight)                      | 04:28 |
| 7.    | Delight (Solo de Chanyeol)            | 01:46 |
| 8.    | Angel                                 | 03:02 |
| 9.    | Black Pearl (réarrangée)              | 03:10 |
| 10.   | Up Rising (Solo de Chen)              | 01:45 |
| 11.   | XOXO (Kisses & Hugs)                  | 03:15 |
| 12.   | Beat Maker (Solo de Sehun)            | 01:32 |
| 13.   | Love, Love, Love (réarrangée)         | 03:44 |
| 14.   | Thunder                               | 03:13 |
| 15.   | Tell Me (What Is Love) (Solo de D.O.) | 01:49 |
| 16.   | My Lady                               | 03:34 |
| 17.   | My Turn To Cry (Solo de Baekhyun)     | 01:26 |
| 18.   | Baby Don't Cry                        | 04:05 |
| 43:41 |                                       |       |

### CD2[2]
| No  | Titre                                                            | Durée |
| --- | ---------------------------------------------------------------- | ----- |
| 1.  | Machine                                                          | 02:42 |
| 2.  | Breakin' Machine (Solo de Xiumin)                                | 01:05 |
| 3.  | 3.6.5                                                            | 03:09 |
| 4.  | History                                                          | 03:31 |
| 5.  | Beautiful (Solo de Suho)                                         | 01:31 |
| 6.  | 피터팬 (Peter Pan)                                               | 03:54 |
| 7.  | Metal (Solo de Tao)                                              | 01:26 |
| 8.  | Deep Breath (Solo de Kai)                                        | 01:29 |
| 9.  | 중독 (Overdose)                                                  | 03:28 |
| 10. | Wolf - The Legend Begins                                         | 00:37 |
| 11. | 늑대와 미녀 (Wolf)                                               | 03:53 |
| 12. | 으르렁 (Growl)                                                   | 03:28 |
| 13. | Lucky                                                            | 03:29 |
| 14. | [BONUS TRACK] Black Pearl (Réarrangée) (Studio Version)          | 03:10 |
| 15. | [BONUS TRACK] Love Love Love (Version Acoustique)                | 03:47 |
| 16. | [BONUS TRACK] 늑대와 미녀(Wolf) (Stage Version) (Studio Version) | 04:17 |
| 17. | [BONUS TRACK] 으르렁(Growl) (Stage Version) (Studio Version)     | 05:29 |
| 18. | [BONUS TRACK] December, 2014 (The Winter's Tale)                 | 03:38 |

## Classements

### Classements hebdomadaires
| Classement (2014)         | Meilleure position |
| ------------------------- | ------------------ |
| South Korea Albums (Gaon) | 1                  |
| Japan Album (Oricon)      | 22                 |

### Classement mensuel
| Classement (2014)         | Meilleure position |
| ------------------------- | ------------------ |
| South Korea Albums (Gaon) | 1                  |

### Classement annuel
| Classement (2014)         | Meilleure position |
| ------------------------- | ------------------ |
| South Korea Albums (Gaon) | 26                 |

## Ventes
| Pays               | Ventes |
| ------------------ | ------ |
| South Korea (Gaon) | 80 000 |
| Japan (Oricon)     | 10 568 |

## Historique de sortie
| Pays         | Date             | Format                   | Label            |
| ------------ | ---------------- | ------------------------ | ---------------- |
| Corée du Sud | 22 décembre 2014 | CD, téléchargement légal | SM Entertainment |
| Monde entier | 22 décembre 2014 | Téléchargement légal     | SM Entertainment |